# Winter-Paralympics 2006/Rollstuhlcurling
Bei den IX. Winter-Paralympics 2006 wurde ein Wettbewerb im Rollstuhlcurling ausgetragen. An dem Turnier nehmen acht gemischte Curlingteams teil. Die Wettkämpfe fanden zwischen dem 12. und 18. März 2006 statt. Austragungsort war der Palazzo Polifunzionale del Ghiaccio in Pinerolo, 50 Kilometer südwestlich von Turin.

## Modus
Das Turnier wird in zwei Phasen ausgetragen. In der ersten Phase tritt im Round-Robin-System jede Mannschaft gegen jede der sieben anderen Mannschaften an. Die vier punktbesten Teams qualifizieren sich für das Halbfinale. Sollten am Ende der Vorrunde eine oder mehrere Mannschaften punktgleich sein, werden Stichkämpfe ausgetragen.
Die Sieger der beiden Halbfinalmatches ermitteln im Finale den Olympiasieger, die beiden unterlegenen Halbfinalisten den Gewinner der Bronzemedaille.

## Teilnehmer
| Team                   | Skip            | Third              | Second              | Lead            | Ersatz            |
| ---------------------- | --------------- | ------------------ | ------------------- | --------------- | ----------------- |
| Vereinigtes Königreich | Frank Duffy     | Michael McCreadie  | Tom Killin          | Angie Malone    | Ken Dickson       |
| Schweiz                | Urs Bucher      | Manfred Bolliger   | Cesare Cassani      | Madeleine Wildi | Erwin Lauper      |
| Dänemark               | Kenneth Ørbæk   | Rosita Jensen      | Jørn Kristensen     | Sussie Pedersen | Bjarne Jensen     |
| Kanada                 | Chris Daw       | Gerry Austgarden   | Gary Cormack        | Sonja Gaudet    | Karen Blachford   |
| Schweden               | Jalle Jungnell  | Glenn Ikonen       | Rolf Johansson      | Anette Wilhelm  | Bernt Sjoeberg    |
| Vereinigte Staaten     | James Joseph    | Augusto Perez      | Jim Pierce          | Danell Libby    | Wes Smith         |
| Italien                | Egidio Marchese | Andrea Tabanelli   | Pierino Gaspard     | Rita Dal Monte  | Emanuele Spelorzi |
| Norwegen               | Rune Lorentsen  | Geir Arne Skogstad | Paul Aksel Johansen | Lene Tystad     | Trine Fissum      |

## Round Robin

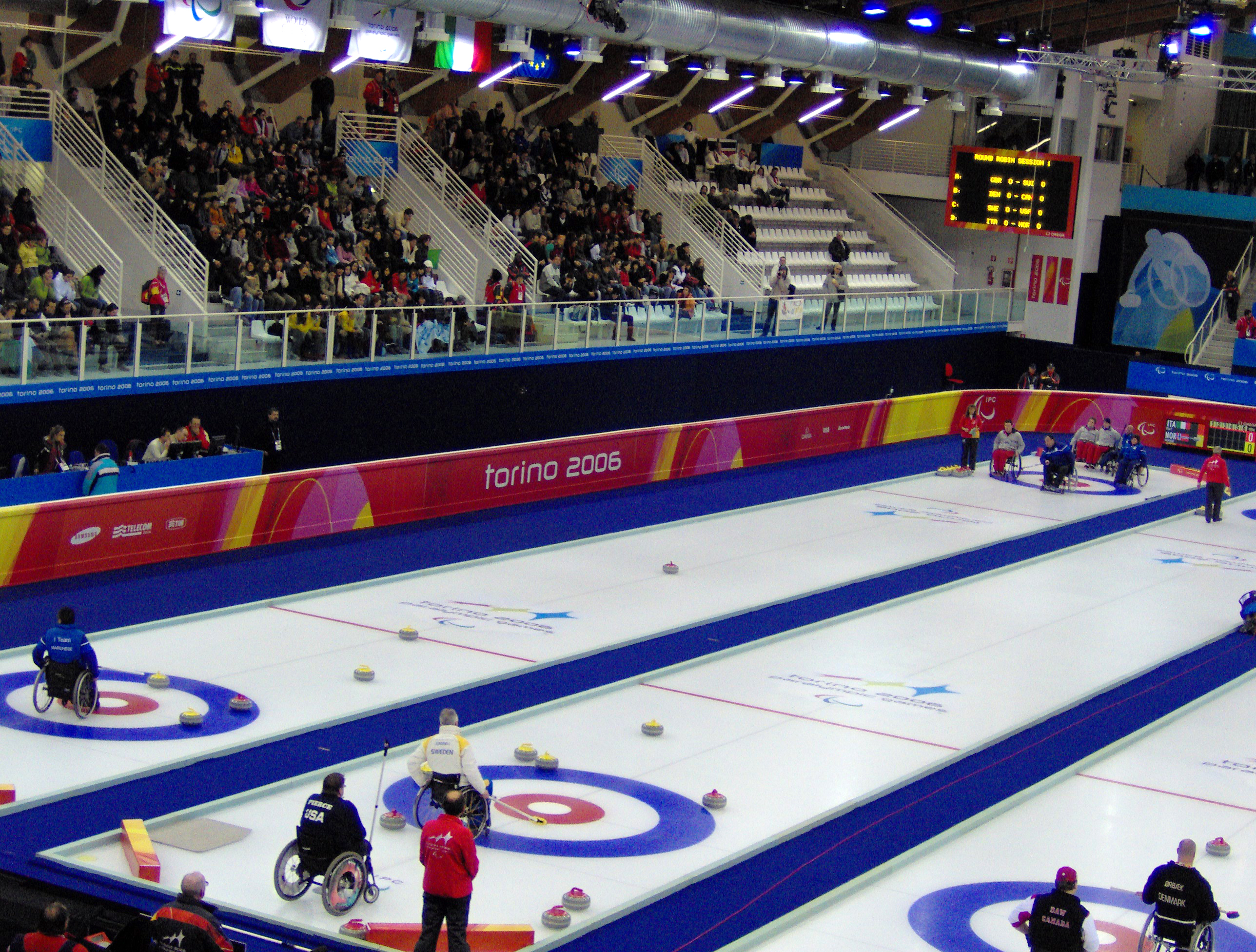
Rollstuhlcurling bei den Winter-Paralympics 2006

| Platz  | Team                   | Spiele | Siege | Ndlg. |
| ------ | ---------------------- | ------ | ----- | ----- |
| 1.     | Kanada                 | 7      | 5     | 2     |
| 2. (a) | Vereinigtes Königreich | 7      | 4     | 3     |
| 2. (b) | Schweden               | 7      | 4     | 3     |
| 2. (c) | Dänemark               | 7      | 4     | 3     |
| 2. (d) | Norwegen               | 7      | 4     | 3     |
| 6.     | Schweiz                | 7      | 3     | 4     |
| 7. (a) | Italien                | 7      | 2     | 5     |
| 7. (b) | Vereinigte Staaten     | 7      | 2     | 5     |

## Resultate

### Session 1
| Team                   | Resultat |
| ---------------------- | -------- |
| Vereinigtes Königreich | 3        |
| Schweiz                | 4        |

| Team     | Resultat |
| -------- | -------- |
| Dänemark | 3        |
| Kanada   | 6        |

| Team               | Resultat |
| ------------------ | -------- |
| Schweden           | 6        |
| Vereinigte Staaten | 4        |

| Team     | Resultat |
| -------- | -------- |
| Italien  | 3        |
| Norwegen | 9        |

### Session 2
| Team               | Resultat |
| ------------------ | -------- |
| Vereinigte Staaten | 3        |
| Norwegen           | 10       |

| Team     | Resultat |
| -------- | -------- |
| Schweden | 1        |
| Italien  | 7        |

| Team    | Resultat |
| ------- | -------- |
| Schweiz | 1        |
| Kanada  | 5        |

| Team                   | Resultat |
| ---------------------- | -------- |
| Vereinigtes Königreich | 5        |
| Dänemark               | 3        |

### Session 3
| Team     | Resultat |
| -------- | -------- |
| Schweden | 5        |
| Kanada   | 4        |

| Team                   | Resultat |
| ---------------------- | -------- |
| Vereinigtes Königreich | 6        |
| Norwegen               | 7        |

| Team     | Resultat |
| -------- | -------- |
| Italien  | 4        |
| Dänemark | 5        |

| Team               | Resultat |
| ------------------ | -------- |
| Schweiz            | 2        |
| Vereinigte Staaten | 6        |

### Session 4
| Team               | Resultat |
| ------------------ | -------- |
| Dänemark           | 6        |
| Vereinigte Staaten | 4        |

| Team    | Resultat |
| ------- | -------- |
| Italien | 0        |
| Schweiz | 14       |

| Team                   | Resultat |
| ---------------------- | -------- |
| Vereinigtes Königreich | 7        |
| Schweden               | 2        |

| Team     | Resultat |
| -------- | -------- |
| Norwegen | 6        |
| Kanada   | 7        |

### Session 5
| Team                   | Resultat |
| ---------------------- | -------- |
| Italien                | 5        |
| Vereinigtes Königreich | 8        |

| Team               | Resultat |
| ------------------ | -------- |
| Kanada             | 4        |
| Vereinigte Staaten | 5        |

| Team     | Resultat |
| -------- | -------- |
| Dänemark | 7        |
| Norwegen | 3        |

| Team     | Resultat |
| -------- | -------- |
| Schweden | 5        |
| Schweiz  | 6        |

### Session 6
| Team     | Resultat |
| -------- | -------- |
| Schweiz  | 2        |
| Dänemark | 8        |

| Team     | Resultat |
| -------- | -------- |
| Norwegen | 4        |
| Schweden | 7        |

| Team                   | Resultat |
| ---------------------- | -------- |
| Kanada                 | 7        |
| Vereinigtes Königreich | 6        |

| Team               | Resultat |
| ------------------ | -------- |
| Vereinigte Staaten | 1        |
| Italien            | 6        |

### Session 7
| Team    | Resultat |
| ------- | -------- |
| Kanada  | 5        |
| Italien | 3        |

| Team                   | Resultat |
| ---------------------- | -------- |
| Vereinigte Staaten     | 2        |
| Vereinigtes Königreich | 5        |

| Team     | Resultat |
| -------- | -------- |
| Norwegen | 5        |
| Schweiz  | 4        |

| Team     | Resultat |
| -------- | -------- |
| Dänemark | 2        |
| Schweden | 10       |

### Tie-break
| Team     | Resultat |
| -------- | -------- |
| Norwegen | 4        |
| Dänemark | 3        |

### Halbfinale
| Team     | Resultat |
| -------- | -------- |
| Kanada   | 5        |
| Norwegen | 4        |

| Team                   | Resultat |
| ---------------------- | -------- |
| Vereinigtes Königreich | 7        |
| Schweden               | 3        |

### Spiel um Bronzemedaille
| Team     | Resultat |
| -------- | -------- |
| Schweden | 10       |
| Norwegen | 2        |

### Finale
| Team                   | Resultat |
| ---------------------- | -------- |
| Vereinigtes Königreich | 4        |
| Kanada                 | 7        |

## Endstand
| Platz | Land                   |
| ----- | ---------------------- |
| 1     | Kanada                 |
| 2     | Vereinigtes Königreich |
| 3     | Schweden               |
| 4     | Norwegen               |
| 5     | Dänemark               |
| 6     | Schweiz                |
| 7     | Italien                |
| 7     | Vereinigte Staaten     |